# Niangua (Missouri)
Niangua – miasto w Stanach Zjednoczonych, w stanie Missouri, w hrabstwie Webster.